# هيدي قابيل
هيدي قابيل (بالألمانية: Heidi Kabel )‏ (و. 1914 – 2010 م) هي ممثلة مسرحية، وممثلة أفلام، ومغنية ألمانية، ولدت في هامبورغ، كانت عضوةً في الحزب النازي، توفيت في هامبورغ، عن عمر يناهز 96 عاماً.

## وصلات خارجية
- هيدي قابيل على موقع IMDb (الإنجليزية)
- هيدي قابيل على موقع مونزينجر (الألمانية)
- هيدي قابيل على موقع ألو سيني (الفرنسية)
- هيدي قابيل على موقع ميوزك برينز (الإنجليزية)
- هيدي قابيل على موقع أول موفي (الإنجليزية)
- هيدي قابيل على موقع ديسكوغز (الإنجليزية)
- هيدي قابيل على موقع قاعدة بيانات الفيلم (الإنجليزية)
- هيدي قابيل على موقع كينوبويسك (الروسية)